# Vasárnapi Kör
A Vasárnapi Kör (Sonntagskreis) vagy Vasárnapi Társaság az első világháború idején és a bécsi emigrációban Balázs Béla és Lukács György körül kialakult baráti kör volt. A Kör tagjai vasárnaponként Balázs lakásán gyűltek össze és vitattak meg különböző esztétikai-filozófiai kérdéseket. Az összejövetelek egészen a Tanácsköztársaság utáni bécsi emigrációig tartottak. E csoport tagjai hozták létre 1917 elején a Szellemi Tudományok Szabad Iskoláját, ahol Szabó Ervin és Bolgár Elek kivételével szinte csak a Vasárnapi Kör állandó tagjai adtak elő.

## Előzményei
A Vasárnapi Kör megalakulásának számos előzménye volt, ennek tekinthető „A Szellem" című filozófiai folyóirat, melyet Fülep Lajos és Lukács György szerkesztett. Ez a periodika 1911-ben élt meg két számot, s munkatársa volt Fülep Lajos, Lukács György, Hevesi Sándor, Mannheim Károly, Ritoók Emma, Balázs Béla és a korán elhunyt Zalai Béla is. 

Bár Ernst Bloch 1912-es Budapestre látogatása során a Balázs Béla és Lukács György által vele folytatott beszélgetések már a Vasárnapi Társaság szellemi színvonalán folytak, a gondolat, hogy egy esztétikai és filozófiai kérdések megvitatását célul kitűző kör jöjjön létre, csak 1913-ban merült fel. Balázs Béla, Fülep Lajos és Ritoók Emma először egy irodalmi-esztétikai lapot kívánt alapítani, ám mivel kísérleteik meghiúsultak, végül csak egy baráti társaság mellett döntöttek, mely létrehozásának döntő lökést adott Lukács György hazaköltözése Heidelbergből. Lukács bizonyára igyekezett valamit átmenteni-megvalósítani abból a szellemi légkörből, amit Heidelbergben hagyott – talán hiányzott neki a közösség, akikkel megtárgyalhatja a világ nagy problémáit. Ezt igazolja a kör egyik tagjának, Hauser Arnold művészettörténész visszaemlékezése: „... kb. akkor kezdődött, amikor Lukács György Németországból, Heidelbergből hazajött az első [világ]háború kitörése idején. És amikor talán egy tucatnyi fiatal, ambiciózus, de felkészületlen fiatal ember köréje csoportosult, és amellyel én Mannheim barátomon – aki egyetemi kollégám volt – keresztül érintkezésbe léptem."

Hauser szerint a társaság létrejöttében nagy szerepet játszott a Galilei Kör, továbbá Szabó Ervin, aki sokuknak ideálja volt, s a tény, hogy „Lukács Németországból magával hozta azt a szellemi légkört, amely az akkori szociológiai atmoszférát képezte Németországban és amely Max Webernek, Werner Sombartnak befolyása alatt jött létre."

## ATanácsköztársaságalatt és után
Bár Lukács György később azt állította, hogy a Vasárnapi Társaság „nem volt prebolsevista gyülekezet", mégis a kör aktív résztvevői közül Fülep Lajos és Ritoók Emma kivételével a bolsevista forradalom bukása után mindenki emigrált Bécsbe. Bár nem mindenki hitt abban, hogy az erőszak valóban komoly változáshoz vezet, hogy valóban megszünteti önmagát, mégis a Tanácsköztársaság idején megindult kultúrmozgalom azokat is magával ragadta, akiknek fenntartásai voltak a politikai eszközökkel szemben. Rényi Edit, Hauser Arnold, Lesznai Anna és Lorsy Ernő a Közoktatásügyi Népbiztosság munkájában vett részt, míg Antal Frigyes, Wilde János és Tolnay Károly a műkincsek kommunizálásában, Mannheim Károly pedig egyetemi tanári kinevezést kapott. Egyetemi előadást tartott Fogarasi Béla, Varjas Sándor és Wilde János is. Lukács nem csak mint a kultúrmozgalom vezetője, hanem mint hadügyi népbiztos is tevékenykedett.
Bécsben - bár ritkábban, de - tartottak „vasárnapokat". A körhöz csatlakozott Gábor Andor, Révai József, s eljött olykor Karikás Frigyes, Jelena Grabenko, Ferenczy Béni, Berger Tivadar, Hanns Eisler és Lotte Demant. A beszélgetések tárgyát ekkortájt jobbára a Magyarországi Tanácsköztársaság bukásának okai képezték.

## Tagok
A Vasárnapi Társaságnak ahogy Hauser Arnold írja: „bárki tagja lehetett, aki akart, nem kellett semmi igazolás, se a múltban való produkció, sem egy hitvallás, sem egy tannak az elfogadása, se Lukács írásainak egészükbe való elfogadása". Az összejöveteleket vasárnaponként Balázs Béla Naphegy utcai lakásán tartották. Érdekes módon nem csak vasárnaponként jöttek össze, hanem a hét egy hétköznapján is, különböző kávéházakban. A Kör tagjainak névsorát pontosan összeállítani nem lehet, hiszen egy-egy összejövetelen Balázs Béla lakásán részt vettek olyanok is, akiket nem mindenki sorolt később a kör tagjai közé.

### A Kör alapító törzstagjai
- Lukács György,
- Balázs Béla,
- Fogarasi Béla,
- Antal Frigyes,
- Lorsy Ernő,[4]
- Ritoók Emma,
- Hajós Edit,
- Schlamadinger/Hamvassy Anna,[5]
- Mannheim Károly és Hauser Arnold.[6]

### További tagok
- Lesznai Anna
- Fülep Lajos
- Láng Júlia

### Nem állandó tagok
- Kner Imre
- Spitz René
- Stephani Elza
- Varga Jenő
- Varjas Sándor
- Wilde János

### 1918-ban csatlakozottak
- Gergely Tibor
- Káldor György
- Radványi László[7]
- Tolnay Károly
- Rényi (Gyömrői) Edit
- Sinkó Ervin

Egyes kutatók szerint Polányi Mihályt és Károlyt, Nemes-Lampérth Józsefet, Révész Gézát, Bartókot, Kodályt, Ferenczy Bénit és másokat nem tekinthetjük „tagoknak” annak ellenére, hogy egy-egy összejövetelen részt vettek.